# E-ninnu

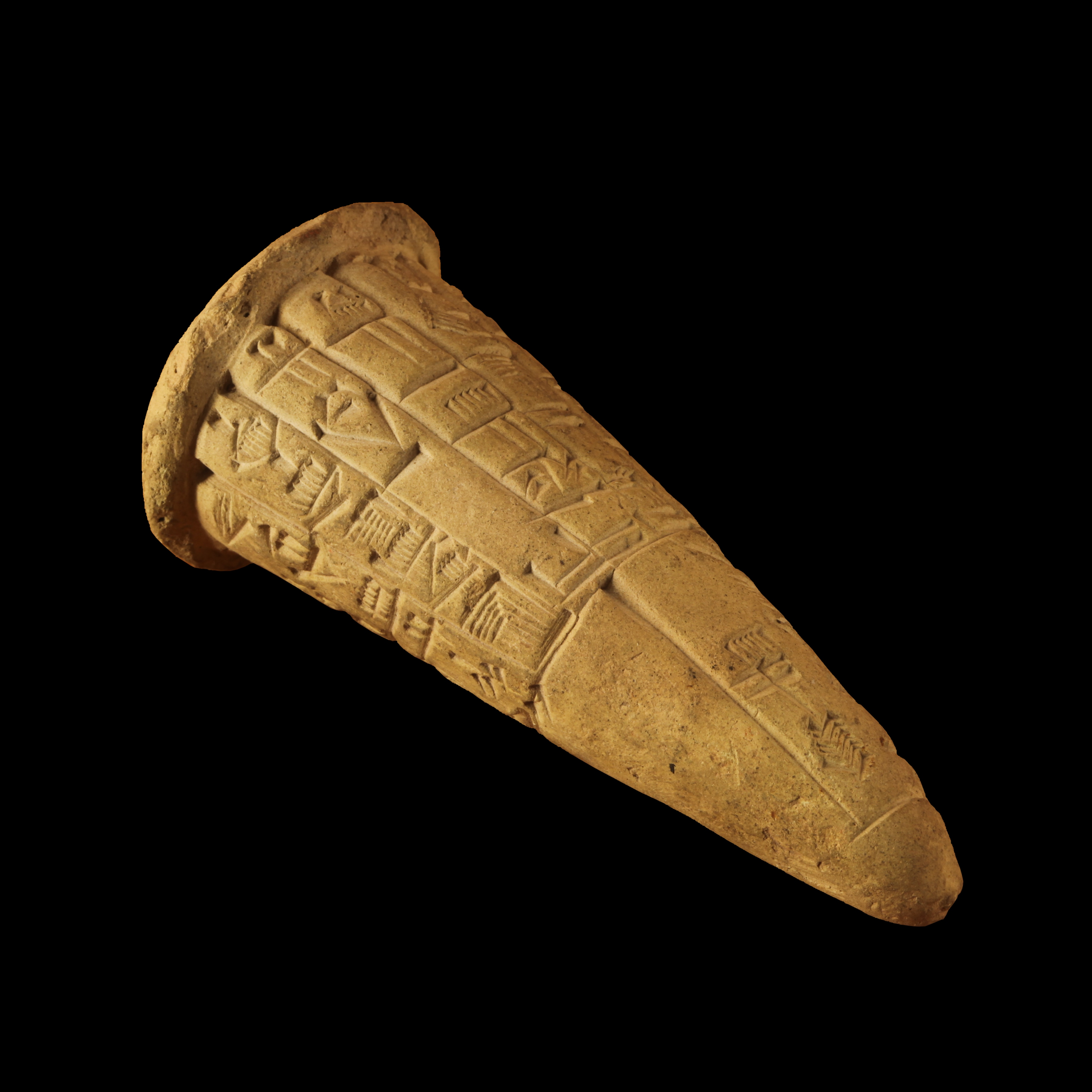
Clavo fundacional dedicado por Gudea a Ningirsu en la construcción de su templo, el E-ninnu: «Para Ningirsu, el poderoso héroe de Enlil, su rey, Gudea, príncipe de Lagash, realizó lo que tenía que ser; su templo de E-innu, el pájaro del rayo, construyó y restauró.».

Eninnu o E-ninnu (Casa Cincuenta) es el nombre de las ruinas de un antiguo templo principal de la ciudad sumeria de Ngirsu o Girsu, consagrado al dios Ningirsu (divinidad principal de la ciudad ), en el estado sumerio de Lagash.

## Historia
Fue dedicado al dios y restaurado en varias ocasiones, incluyendo la realizada por el rey Gudea, Ensi de Lagash de 2144 a. C. a 2124 a. C. o tercera dinastía de Ur. Esto refleja el hecho de lo importante que era política y religiosamente el control del templo y su mantenimiento en la antigua Mesopotamia. 
En el Museo del Louvre se conservan dos Cilindros, el A y B de Gudea, los cuales son soportes del más antiguo himno de la historia, el Himno al templo Eninnu, escrito en el que se cuenta la reconstrucción de este templo. El templo de Eninnu también parece que es representado en la estatua de Gudea como arquitecto, conservado en el Museo de Louvre.
Numerosos Ensis (o reyes) de Girsu / Lagash construyeron en el santuario más importante de la ciudad. Durante las guerras entre la ciudad-estado de Umma bajo Lugalzagesi y Lagash el templo de Eninnu fue destruido.
Durante el reinado de Gudea, el segundo Ensi de la segunda dinastía de Lagash, el templo fue reconstruido y ampliado. En el himno del famoso templo -en el llamado cilindro A y B, que es uno de los ejemplos más importantes de la literatura sumeria-, el dios Enlil y el dios Ningirsu animan a Gudea a reconstruir el templo en Girsu. En el Himno esto aparecerá como un sueño de Gudea, donde la divinidad le da el plano y las instrucciones para reconstruir el templo. Después del sueño Gudea, como de costumbre, de inmediato comenzó a construir este templo. Por último, está la ceremonia de inicio de la construcción con la colocación del primer ladrillo y la bendición del templo. Después Ningirsu y Enlil bendicen a Gudea.
Probablemente el templo Eninnu estaba junto al palacio de Gudea, que excavaron el francés Ernest Sarzec (1877 a 1900), Gaston Cros (1903 a 1905 y 1909), Henri de Genouillac (1929 a 1931) y  André Parrot (1931 a 1933). La espaciosa edificación consistía en 52 salas individuales y era más grande que el templo Eanna de Uruk. En su interior se encontró la famosa estatua de diorita de Gudea, además de la no menos famosa Estela de los buitres de Eannatum, la placa de Urnansche, dos cilindros con inscripciones (los abajo mencionados cilindros del templo-A y B), así como miles de tablillas cuneiformes.
En el segundo milenio antes de Cristo, la invasión por parte del rey acadio o arameo Adad Nadin transformó el templo.
En la época de Hammurabi, aun se conocía bien la historia del templo. Así, tanto el templo como su constructor Gudea se mencionan en el Código de Hammurabi.
En el Museo del Louvre se conserva el más antiguo himno de la historia, el Himno al templo Eninnu, escrito en dos cilindros, (A y B) de Gudea en el que se cuenta la reconstrucción de este templo. También parece que se representa a Gudea como el propio arquitecto de la obra.

## Véase también

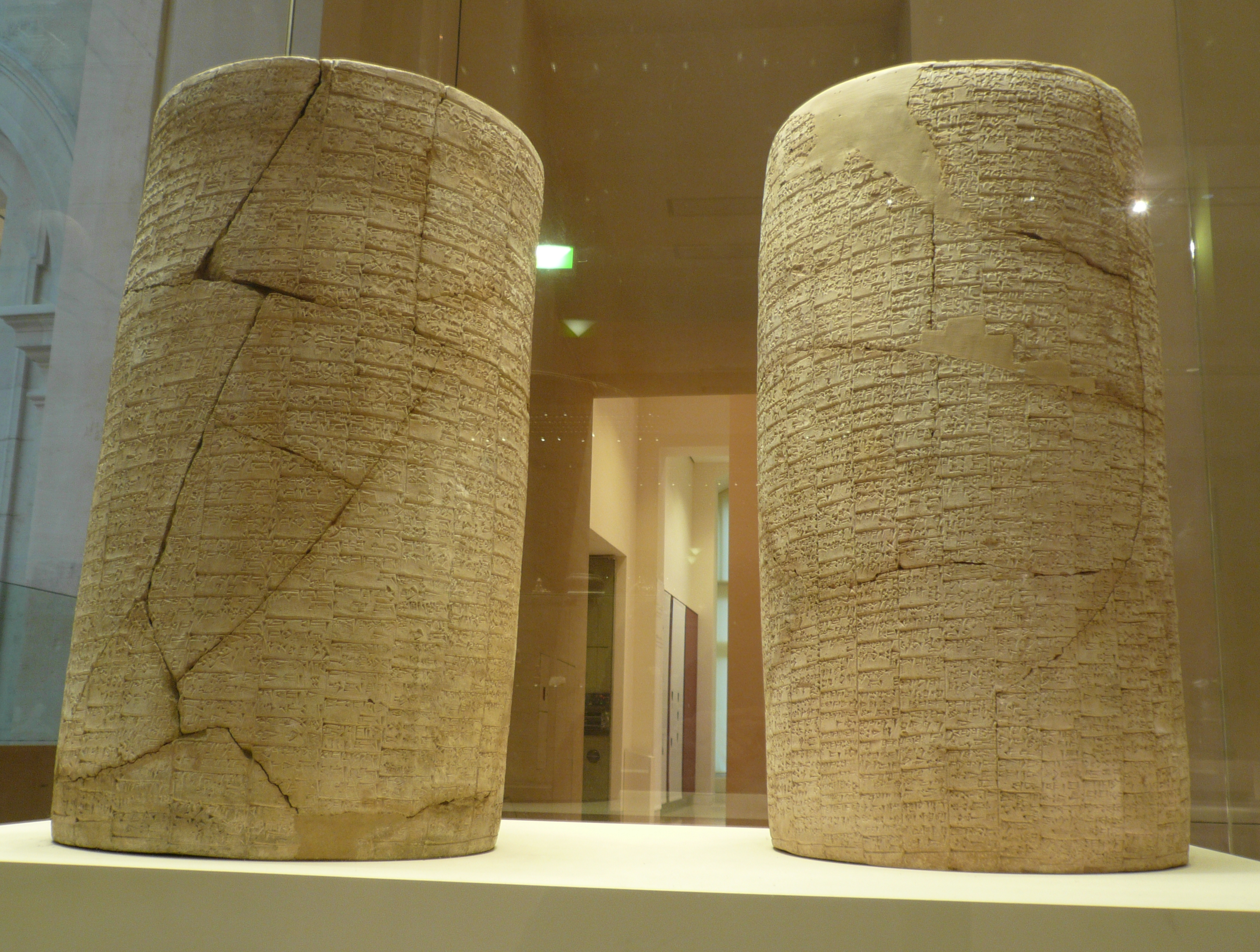
Cilindros de Gudea de arcilla con inscripciones cuneiformes que describen la ampliación de E-ninnu, colecciones del Museo del Louvre.